# Dwight Freeney
Dwight Jason Freeney (født 19. februar 1980 i Hartford, Connecticut) er en defensive end for NFL-holdet San Diego Chargers.

## College karriere
Dwight Freeney gik på Syracuse University, hvor han spillede defensive end.

## NFL karriere
Freeney blev valgt af Colts i NFL Draften i 2002 med det 11. valg. Han lavede en NFL-rekord ved at være den første, der forcerede 9 fumbles i sin rookie sæson.
I 2004 førte han NFL i sacks med 16 styks.

## Trivia
- Der er tvivl om Freeney's fødselsdag er den 4. januar 1978, eller den 19. februar 1980. De fleste kilder siger dog 19. februar, og derfor er det brugt her.